# ماگوای، میانمار
ماگوای (برمه‌ای: မကွေးမြို့) یکی از شهرهای میانمار است که مرکز ناحیه ماگوای می‌باشد. جمعیت این شهر در سال ۲۰۱۱ میلادی ۸۰٬۰۱۶ نفر بوده است.